# Metil-hidrazina
Metil-hidrazina ou mono-metil hidrazina é um composto derivado da hidrazina, por substituição de um hidrogênio por um grupo metil.
Vários satélites artificiais, como os satélites da linha Brasilsat B (Brasilsat B1 até Brasilsat B4) [carece de fontes?] utilizam este composto (MMH) como combustível, reagindo com o oxidante tetróxido de nitrogênio (NTO, N2O4).